# St. Johannes der Täufer (Lauingen)

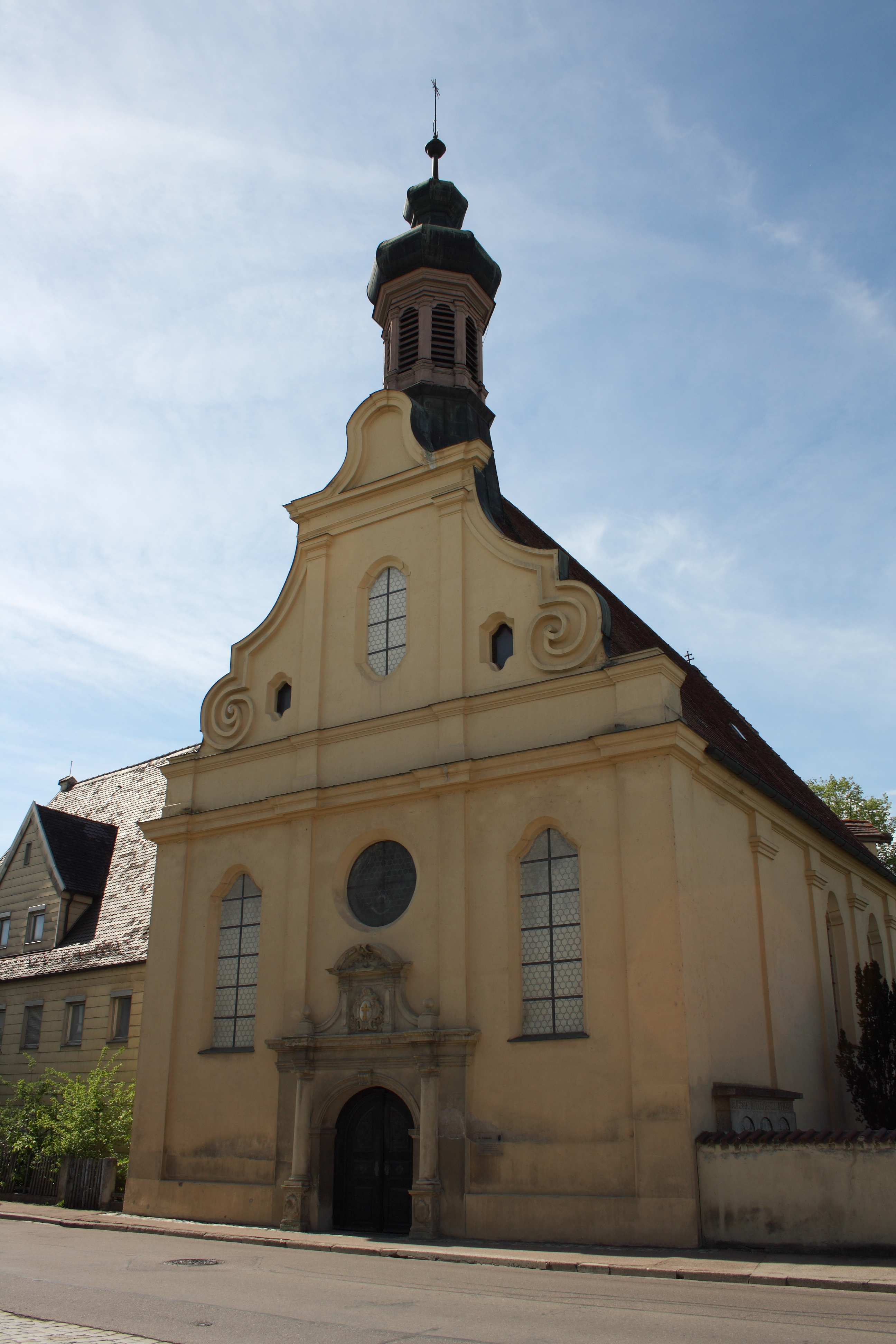
St. Johannes der Täufer in Lauingen

Die römisch-katholische Friedhofskapelle St. Johannes der Täufer steht in Lauingen, einer Stadt im schwäbischen Landkreis Dillingen an der Donau von Bayern. Das denkmalgeschützte Bauwerk ist in der Liste der Baudenkmäler in Lauingen unter der Nr. D-7-73-144-143 eingetragen.

## Geschichte
Der Vorgängerbau der Kirche befand sich außerhalb der Stadtmauer und gehörte zu einem Spital und einem Asyl für Leprakranke. Während des Dreißigjährigen Kriegs wurde die Kirche zerstört. 1672/73 wurde an ihrer Stelle ein Neubau, eine Saalkirche errichtet. 1770 wurde die Kirche umfassend renoviert und u. a. mit Wandgemälden ausgestattet. 1725 und 1895 wurde der Turm erneuert. 
1884 wurde die Kirche innen restauriert. Heute liegen Kirche, die zur Zeit als Friedhofskirche dient, sowie der historische Friedhof innerhalb der städtischen Bebauung.

## Beschreibung
Die Kirche ist ein Saalbau mit fünf Achsen und dreiseitigem Schluss nach Norden. Im Scheitel der Kirche ist die Sakristei angebaut. Front und Seitenwände sind durch Pilaster gegliedert. Die giebelständige Fassade im Südosten, in der sich das Portal befindet, ist mit einem Volutengiebel bedeckt. Aus dem Dach erhebt sich neben dem Giebel ein Dachreiter, der den Glockenstuhl beherbergt, und der mit einer Welschen Haube bedeckt ist. 
Der Innenraum des Langhauses ist mit einer Flachdecke überspannt. Von Johann Baptist Enderle wurde um 1770 ein großes Fresko gestaltet, auf denen Maria bei Christus für die Armen Seelen bittet. In Kartuschen sind die Theologischen Tugenden dargestellt. Auf der Brüstung der Empore sind Szenen aus den Leben des Johannes, des Kirchenpatrons, zu sehen. Das Gestühl stammt aus dem Jahr 1764.